# Regionalgouverneur (Chile)
Der Regionalgouverneur (spanisch: Gobernador regional) ist seit 2021 der Leiter der Exekutive der Regierungen der 16 Regionen Chiles. Dabei steht er auch den Regionalräten vor. Er wird alle vier Jahre direkt von der Bevölkerung der Regionen gewählt.

## Geschichte
Bevor das Amt des Regionalgouverneurs geschaffen wurde, standen den Regionen Intendanten vor, die 1975 im Zuge der Einteilung Chiles in Regionen während der Diktatur von Augusto Pinochet installiert worden waren. Die Intendanten wurden direkt vom Präsidenten ernannt und nicht vom Volk gewählt. Seit dem 19. Jahrhundert hatten in Chile Intendanten als ernannte Provinzgouverneure fungiert. Auch nach der Rückkehr zur Demokratie wurden die während der Diktatur geschaffenen Regionen und mit ihnen auch das Amt der Intendanten beibehalten. Unter der Regierung von Michelle Bachelet sollte diese Praxis allerdings verändert werden, um die Dezentralisierung voranzubringen und die lokale Demokratie zu stärken. So wurde am 5. Januar 2017 ein Gesetz verabschiedet, das die Verfassung Chiles insofern abänderte, als das Amt des Regionalgouverneurs den Intendanten ersetzt. Daneben wurde das Amt des Delegado Presidencial Regional (Delegierter des Präsidenten in den Regionen) geschaffen, dieser übernimmt die Vertretung des Präsidenten in den Regionen von den Intendanten. Die erste Wahl war ursprünglich für den 25. Oktober 2020 vorgesehen, wurde aufgrund der COVID-19-Pandemie jedoch zweimal verschoben und schließlich am 15. und 16. Mai 2021 parallel zur Wahl der Mitglieder der Verfassunggebenden Versammlung sowie den Munizipalwahlen durchgeführt, eventuelle Stichwahlen fanden am 13. Juni 2021 statt. Am 14. Juli 2021 traten die ersten Regionalgouverneure ihre Ämter an.

## Aufgaben
Die Aufgaben der Regionalgouverneure sind vielfältig. Zunächst ist der Regionalgouverneur der Leiter der Exekutive der Regionen. Daneben ist er allerdings auch Präsident des jeweiligen Regionalrats. Daneben überwacht und koordiniert er die Arbeit der Regionalregierung und der regionalen Behörden und des öffentlichen Dienstes. Außerdem verfügt er über einen eigenen Haushalt, den er verwalten muss und aus dem Projekte der regionalen Entwicklung finanziert werden. Des Weiteren ist er gerichtlicher und außergerichtlicher Vertreter der Regionen und für die Ernennung und Entlassung von Beamten zuständig.

## Aktuelle Regionalgouverneure
Die letzte Wahl der Regionalgouverneure fand am 15. und 16. Mai 2021 statt. Aktuelle Regionalgouverneure sind:
| Regionalgouverneure | Regionalgouverneure              | Regionalgouverneure | Regionalgouverneure           | Regionalgouverneure | Regionalgouverneure          | Regionalgouverneure |
| Region              | Region                           | Name                | Name                          | Partei              | Koalition                    | Amtsantritt         |
| ------------------- | -------------------------------- | ------------------- | ----------------------------- | ------------------- | ---------------------------- | ------------------- |
|                     | Región de Arica y Parinacota     |                     | Jorge Díaz Ibarra             | PDC                 | PDC                          | 2021                |
|                     | Región de Tarapacá               |                     | José Miguel Carvajal Gallardo | unabhängig          | Frente Amplio                | 2021                |
|                     | Región de Antofagasta            |                     | Ricardo Díaz Cortés           | unabhängig          | unabhängig                   | 2021                |
|                     | Región de Atacama                |                     | Miguel Vargas Correa          | unabhängig          | unabhängig                   | 2021                |
|                     | Región de Coquimbo               |                     | Krist Naranjo Peñaloza        | unabhängig          | Ecologistas e Independientes | 2021                |
|                     | Región de Valparaíso             |                     | Rodrigo Mundaca Cabrera       | unabhängig          | Frente Amplio                | 2021                |
|                     | Región Metropolitana de Santiago |                     | Claudio Orrego Larraín        | unabhängig          | unabhängig                   | 2021                |
|                     | Región de O'Higgins              |                     | Pablo Silva Amaya             | PS                  | Socialismo Democrático       | 2021                |
|                     | Región del Maule                 |                     | Cristina Bravo Castro         | PDC                 | PDC                          | 2021                |
|                     | Región de Ñuble                  |                     | Óscar Crisóstomo Llanos       | PS                  | Socialismo Democrático       | 2021                |
|                     | Región del Biobío                |                     | Rodrigo Díaz Worner           | unabhängig          | unabhängig                   | 2021                |
|                     | Región de la Araucanía           |                     | Luciano Rivas Stepke          | unabhängig          | Chile Vamos                  | 2021                |
|                     | Región de Los Ríos               |                     | Luis Cuvertino Gómez          | PS                  | Socialismo Democrático       | 2021                |
|                     | Región de los Lagos              |                     | Patricio Vallespín López      | unabhängig          | unabhängig                   | 2021                |
|                     | Región de Aysén                  |                     | Andrea Macías Palma           | PS                  | Socialismo Democrático       | 2021                |
|                     | Región de Magallanes             |                     | Jorge Flies Añón              | unabhängig          | Socialismo Democrático       | 2021                |